# Farnadi Edit
Farnadi Edit/Edith (Budapest, Erzsébetváros, 1911. szeptember 25. – Graz, 1973. december 14.) magyar zongorista, pedagógus.

## Életpályája
Farnadi Márk (1874–1945) magánhivatalnok és Breitner Anna lánya. Hétéves korában kezdett el zongorázni. Kilencéves korában került csodagyerekként a budapesti Zeneakadémia tanulói közé; 3 év múlva (12 évesen) már karnagy nélkül adta elő Beethoven C-dúr zongoraversenyét zenekari kísérettel. Bartók Bélánál, Székely Arnoldnál, Weiner Leónál tanult. Alig volt 16 éves, mikor diplomát kapott. Két ízben tüntették ki Liszt-ösztöndíjjal. Az 1930-as években Hubay Jenő mesteriskolájában kamaramuzsikusként és kísérőként dolgozott, gyakran szerepelt a Hubay-palota rendezvényein Richard Strauss, Bronisław Hubermann és Zathureczky Ede partnereként. 
Az OMIKE Művészakcióban 1939 decemberében mutatkozott be, a Hollán Ernő utcai hangversenyteremben megrendezett Beethoven-esten. 1942 januárjában két alkalommal játszotta el Beethoven G-dúr zongoraversenyét, májusban az Adler vonósnégyessel együtt lépett el, majd 1943 novemberében Saint-Säens ritkán játszott zongoraversenyével szerepelt.
Ezen kívül, zsidó származása miatt, a második világháború éveit (1939–1945) teljes visszavonultságban töltötte. 1946-ban Ausztriába ment, rendszeresen hangversenyzett Nyugat-Európában. Élete utolsó évtizedében Grazban tanított, Kodály és Bartók minden zongoraművét hanglemezre játszotta. Az 1960-as évektől vendégszerepelt hazánkban is. 1972-ben lépett fel utoljára.
Olyan karmesterekkel dolgozott együtt, mint például Clemens Krauss, Karl Böhm, Hermann Scherchen, Ernest Ansermet, Adrian Boult és Wolfgang Sawallisch.
Budapesten temették el.

## Magánélete
1946-ban férjhez ment Sugár Pál tenoristához.